# Lillian von Kauffmann
Lillian von Kauffmann (født Salomonsen 18. december 1920 i Nice, død 12. december 2016 ved Geneve) var en dansk ejendomsbesidder og erhvervskvinde.

## Familiebaggrund
Hun var datter af fabrikant Carl Salomonsen og Paula Frederikke født Weimann. Paula Weimann døde i 1981 og ligger begravet på familiegravstedet på Hellerup Kirkegård. Faderen og moderen tilhørte begge den mosaiske tro, men Paula Weimann overgik i 1920'erne til katolicismen, og Lillian og hendes søster Erna blev døbt og katolsk opdraget. Ved faderens død i 1942 arvede hun og søsteren Erna Holm (gift med kommandør i den amerikanske flåde Volmer Hans Schack Grotum Holm) faderes aktier i De Danske Cichoriefabrikker og andre firmaer og dermed en betydelig formue. Erna Holm døde ved en trafikulykke i 1950 og ligger begravet på familiegravstedet på Hellerup Kirkegård.
Hendes anden mand, Sigurd Gjersøe, som hun ægtede i1948 i Sankt Ansgar Kirke i Bredgade, blev indsat som direktør i Rich's og i ejendomsselskabet Gorm. Men i 1950 døde søsteren Erna i en trafikulykke, og farens foretagender blev delt, så søsterens arvinger overtog De Danske Cichoriefabrikker, mens Lillian von Kauffmann overtog Det Danske Mælke-Compagni, Dansk Delikatesse Kompagni (Dadeko), Basnæs A/S og ejendomsselskabet Gorm.
Hendes tredje mand, bankdirektør Ernst Ludwig Peter von Kauffmann, hvis kristne protestantiske adelsslægt kan føres tilbage til 1400-tallets Østrig, hvor von Kauffmann blev udnævnt til friherre, forlod sin stilling i Kjøbenhavns Handelsbank og indtrådte som bestyrelsesformand i hendes virksomheder. Også andre fremstående erhvervsfolk og venner, bl.a. hoteldirektør Oscar Pedersen og Erik Eriksen, fik sæde i bestyrelserne.

## Erhvervskarriere
Lillian von Kauffmann købte i 1964 Palace Hotel i København, hvor hun i en periode i 1970'erne boede med flere af sine børn. Ægtemanden Ernst von Kauffmann boede primært i sin villa på Østerbro. Hun drev en stor danserestaurant, Ambassadeur, der i flere år var Københavns førende, men projektet kuldsejlede 1973-74. Von Kauffmann blev i denne periode betragtet som en succesrig forretningskvinde og et forbillede som mor. Hun købte i 1971 Villa Brinken i Springforbi, opført 1891 efter tegninger af Andreas Clemmensen. Villaen var naboejendom til landstedet Havslunde, som hendes far havde ejet indtil sin død i 1942. Havslunde blev overtaget af staten og revet ned i 1965. Da hun i 1980 solgte Villa Brinken, blev også den købt af staten og revet ned som led i Staunings "Springforbiplan", der sigtede på at omdanne hele området til offentligt grønt område.
Gennem opkøb stræbte hun efter at gøre mejeri- og bryggerivirksomhederne større, men efter sin mands død afhændede hun i 1975 mælkekompagniet til den kommende gigant MD Foods, som dermed fik fodfæste i hovedstadsområdet. I 1977 afstod hun Dadeko, der var indehaver af rettighederne til bl.a. varemærkerne Coca-Cola og Fanta, Sprite, Schweppes til De forenede Bryggerier, og slutteligt solgte hun i 1979 hotellet. Hun slog sig derefter ned i Schweiz og købte et hotelselskab i Vevey ved Genèvesøen, hvor hun boede fra 1981 til sin død.
I 1987 blev en skattesag mellem Lillian von Kauffmann og Københavns Kommune offentliggjort af Ekstra Bladet via en indiskretion fra en kommunal embedsmand. Von Kauffmann fik senere medhold, jf. Kristian Lund, Udvandrerne.

## Privatliv
Hun blev første gang gift 6. december 1942 med vekselerer Helge Bendix (født 5. februar 1920 i København), søn af maler Tyge Bendix og Inge Møller. Ægteskabet blev opløst 1948.
Anden gang ægtede hun 19. juni 1948 direktør i Dansk Svovlsyre- og Superphosphatfabrik, civilingeniør Sigurd Gjersøe (1900-1949), søn af grosserer Hans Sophus Andreas Gjersøe og Karen Laura Helene Hansen. I dette ægteskab fik hun en datter. Gjersøe omkom i en trafikulykke. Hun har tillige en søn og en datter med hr. Gamel.
Lillian von Kauffmanns tredje ægtemand var bankdirektør Ernst von Kauffmann (1897-1974), som hun blev gift med 2. juli 1950 i Vor Frue Kirke i Slagelse og havde ti børn med.
En arvestrid med en stedsøn og datter førte i 1976 til en offentlig strid, der medførte stor medieomtale.
Ifølge Søsser Krag var von Kauffmann en overgang en af statsminister Jens Otto Krags talrige nære bekendte. I sin anmeldelse af bogen i Politiken bestrider Bettina Heltberg Søsser Krags oplysninger og affærdiger dem som sladder. I sin erindringsbog ”Hils fra mig og kongen” antyder også Helle Virkner, at Jens Otto Krag og Lillian von Kauffmann har haft et forhold.

## Gravsted
Lillian og Ernest von Kauffmann ligger begravet på Hellerup Kirkegård.